# Ассирийская социалистическая партия
Ассирийская социалистическая партия (ассир. Gaba Shawtapaya Atouraya, первоначально — Ассирийская социалистическая партия Закавказья) — старейшая политическая партия, состоящая преимущественно из ассирийцев.

## История
Образована в феврале 1917 года после начала в России Февральской революции доктором Фрейдуном Атурая, Раби Бенджамином Бет Арсанисом и доктором Баба Бет Пархадом в г. Урмия, ныне Иран. В апреле того же года увидел свет «Урмийский манифест объединённой свободной Ассирии» Атурая, в котором содержался призыв к организации самоуправления на территории Урмии, Мосула, Тур-Абдина, Нисибина, Джезиры и Джуламаерка.
В 2002 году возобновила функционирование в результате «объединения ряда рабочих северной части Ирака», на сайте партии появилось точное определение её политической ориентации и основного намерения: «АСП — партия социалистической и демократической направленности, целью которой является создание независимой ассирийской народной республики, предназначенной целиком для ассирийцев».